# Bach-Spatenmoos

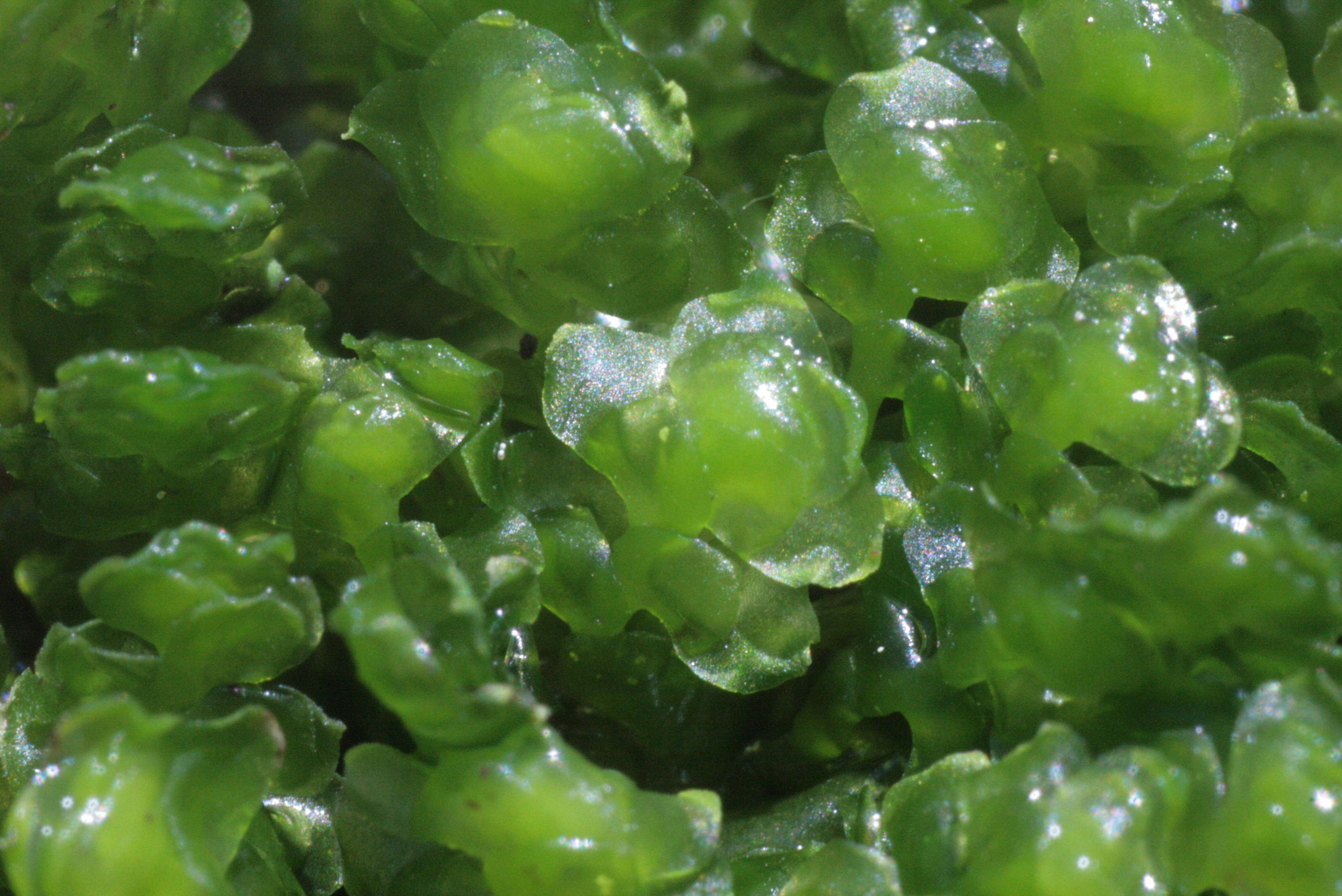
Nahansicht

Das Bach-Spatenmoos (Scapania undulata) oder Welliges Spatenmoos ist eine Lebermoos-Art der Ordnung Lophoziales.

## Merkmale
Das Bach-Spatenmoos wächst in grünen, manchmal rotbraunen bis braunschwarzen Rasen. Die kräftigen Stämmchen sind 4 Millimeter breit und bis 10 Zentimeter lang. Die Blätter sind zweilappig, mit größeren, verkehrt eiförmigen Unterlappen und 1/2 bis 2/3 so großen, abgerundet-rechteckigen bis ovalen Oberlappen, diese das Stämmchen nicht oder nur wenig übergreifend. Der Unterlappen läuft am Stämmchen deutlich herab, der Oberlappen dagegen nicht. Die Blattränder beider Blattlappen sind ganzrandig oder gegen die Spitze zu gezähnt.
Die rundlich-vieleckigen Blattzellen sind in der Blattmitte etwa 20 bis 30 µm groß. Zellecken sind nicht oder nur selten verdickt. Pro Zelle sind 2 bis 5 Ölkörper, die aus zahlreichen winzigen Öltröpfchen zusammengesetzt sind, vorhanden.
Die Pflanzen sind diözisch.

## Verbreitung und Standorte
Das Bach-Spatenmoos kommt in Teilen der nördlichen Hemisphäre vor. In Mitteleuropa ist es in Gebirgslagen verbreitet und häufig, in Tieflagen selten.
Die Art wächst an sonnigen bis mäßig schattigen, nassen oder mindestens feuchten, kalkfreien Standorten, oft in Wasser untergetaucht, bevorzugt auf Gestein in Bächen oder an Wasserfällen. Weiters werden auch quellige, sumpfige Böden besiedelt, selten kalkfreie Erde und morsches Holz.